# Джанет Фалліс
Джанет Фалліс (англ. Janet Fallis; нар. ) — колишня австралійська тенісистка.
Найвищим досягненням на турнірах Великого шолома було 3 коло в одиночному розряді.

## Фінали Туру WTA

### Парний розряд (0–1)
| Результат | Дата     | Турнір               | Рівень            | Покриття | Партнерка     | Суперниці                     | Рахунок  |
| --------- | -------- | -------------------- | ----------------- | -------- | ------------- | ----------------------------- | -------- |
| Поразка   | Січ 1974 | Sydney International | Сідней, Австралія | Тверде   | Пем Вайткросс | Енн Кійомура Савамацу Кадзуко | 3–6, 3–6 |